# Ústava z roku III

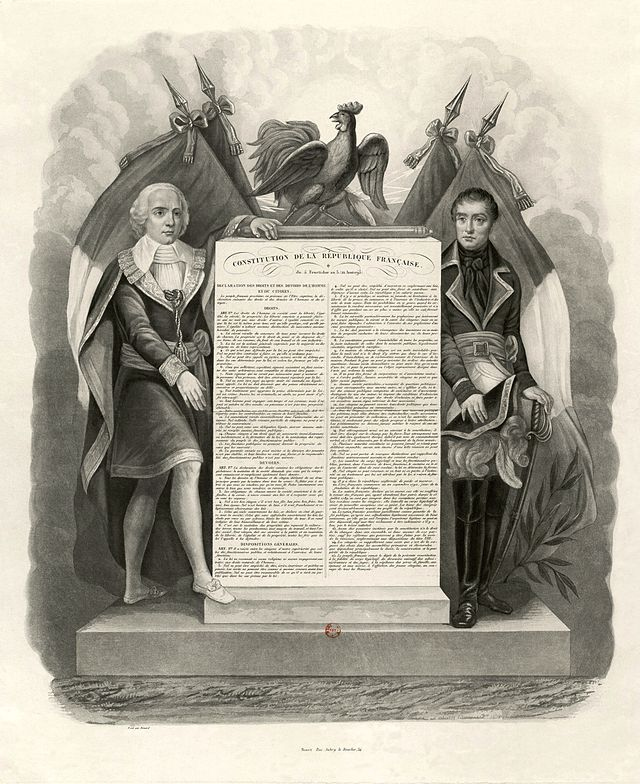
Text francouzské ústavy z roku 1795

Francouzská ústava z roku III byla přijata tzv. thermidorským Konventem První republiky dne 5. fructidoru roku III, tj. 22. srpna 1795. Dala by se charakterizovat jako ústava pro bohaté, která omezovala všeobecné volební právo. Navazovala na ústavu z roku 1791. Na jejím základě Francie dostala dvoukomorový parlament, výkonná moc se skládala z pětičlenného Direktoria. Ústava v podstatě přestala platit po brumairovém převratu, který provedl Napoleon Bonaparte v listopadu 1799.

## Práce na ústavě
Po thermidorském převratu bylo cílem poslanců Konventu, kteří nyní vládli Francii, ukončení Teroru a diktatury. Z toho vyplývala nutnost učinit z republiky právní stát a dát jí novou ústavu. Pro práci na ústavě ustanovil Konvent komisi, v níž převažovali bývalí girondisté. Největší díl práce na ní odvedl Pierre Daunou, poslanec, který v roce 1793 nehlasoval pro smrt krále Ludvíka XVI. Text ústavy dále psali bývalí girondisté Louis La Révellière-Lépeaux a Jean Lanjuinais a umírnění politici s tendencí k roajalismu Antoine Thibaudeau a François Antoine de Boissy d'Anglas. Právě Boissy d'Anglas, další poslanec, který před lety hlasoval pro odklad popravy Ludvíka XVI., byl zpravodajem nové ústavy. Poslanci o ústavě diskutovali od 4. července do 17. srpna 1795 a 22. srpna téhož roku, tj. 5. fructidoru roku III podle revolučního kalendáře, byla ústava přijata. Debata v Konventu byla plná napětí.

## Obsah
Text ústavy byl o mnoho delší než u předchozích dvou z roku 1791 a 1793, obsahoval celkem 377 článků. První článek její preambule, zvané Deklarace práv a povinností zněl: „k lidským právům ve společnosti náleží svoboda, rovnost, bezpečnost a vlastnictví.“ Občanům byla v deklaraci zaručena rovnost, ale pouze před zákonem. Již zde tedy není zakotveno právo na práci, vzdělání a pomoc v nouzi, jak tomu bylo v ústavě z roku 1793. Deklarace dále Francouzům ukládala povinnost sloužit vlasti, řídit se zákony a dobře pracovat.
Podle Ústavy z roku III měl právo volit každý občan nad jednadvacet let platící daně, nikoli však přímo. Tito občané vybírali pouze volitele, jejichž počet byl omezen volebním cenzem – museli vlastnit majetek v hodnotě dvou set pracovních dní. Volitelé se pak scházeli v hlavních městech jednotlivých departementů, kde volili poslance.

### Zákonodárná moc
Na základě ústavy se volil dvoukomorový parlament, složený z Rady pěti set a Rady starších. Rada pěti set, v níž mělo zasedat 500 poslanců ve věku nad 30 let, zákony navrhovala. Rada starších, tvořená 250 členy, jejichž minimální věk byl 40 let, zákony schvalovala a zároveň rozhodovala o místě případného společného zasedání. Každý rok se obnovovala třetina obou komor parlamentu. Cílem tohoto opatření bylo zabránit nadměrnému soustředění moci, způsobovalo ale parlamentní nestabilitu. Zvláštním dekretem bylo dále stanoveno, že dvě třetiny rad se budou skládat ze členů tehdejšího Konventu. Mělo tak být zajištěno pokračování revoluce a zachování jejich výdobytků. Aby se poslancům zabránilo v nežádoucím sdružování na základě společných politických cílů, bylo jejich povinností každý měsíc změnit v parlamentu zasedací pořádek. Neměla už tak vzniknout politická uskupení jako byla např. Hora.

### Výkonná moc
Hlavní složkou výkonné moci představovalo pětičlenné Direktorium, jehož členové byli vybíráni Radou starších z 50 kandidátů navržených Radou pěti set. Každý rok se losem rozhodovalo o vyloučení jednoho z direktorů a na jeho místo byl zvolen nový. Jednalo se o pojistku, která měla zabránit případnému uchvácení moci. Direktorium mělo na starosti vnitřní a vnější bezpečnostní politiku a kontrolovalo aplikaci zákonů. Nemohlo ale přímo velet ozbrojeným silám a také pravomoc nad financemi mělo šest volených komisařů, šlo a další pojistku proti případnému zneužití moci. Bylo zřízeno šest ministerstev podléhajících Direktoriu, těmto ministerstvům byla podřízena departementní správa. Té zase byla podřízena městská a obecní správa. Centrální moc na úrovni departementní a městské správy zastupoval jmenovaný komisař. Direktorium mělo také pravomoc ovlivňovat chod všech stupňů veřejné správy, včetně případného sesazení úředníků. Tyto zásady měly ve Francii vést k větší centralizaci moci.

## Zhodnocení
Ústava nenavazovala na poslední francouzskou ústavu z roku 1793, ale na tu z roku 1791. Snahou jejích tvůrců bylo zabránit tomu, aby se moc soustředila v jedněch rukou a nedošlo ke vzniku diktatury. Dala by se charakterizovat jako ústava pro bohaté, která omezovala všeobecné volební právo. Myšlenky v ní obsažené shrnul její zpravodaj, poslanec Boissy d'Anglas těmito slovy: 
| „ | Občanská rovnost je to, co může požadovat rozumný člověk. Absolutní rovnost je chiméra; aby mohla existovat, bylo by třeba, aby existovala úplná rovnost v duchu, ctnosti, fyzické síle, vzdělání a bohatství všech lidí. … Musí nám vládnout ti nejlepší, ti nejlepší jsou ti nejvíce vzdělaní a nejvíce zainteresovaní na zachovávání zákonů. A takové lidi najdete – až na výjimky – výlučně mezi těmi, kdo vlastní majetky … V zemi ovládané vlastníky panuje sociální řád; tam, kde vládnou nemajetní, se země nachází ve stavu přírody. | “ |
| — | |   |

Nedostatečně byl v ústavě z roku III definován vztah mezi výkonnou a zákonodárnou mocí. Způsob jejich vzájemné spolupráce nebyl jasně popsán. Parlament sice volil členy Direktoria, ale mohl ho jen obtížně kontrolovat. Ústava v podstatě přestala platit po státním převratu, který provedl Napoleon Bonaparte v listopadu 1799.